# 卡令巴站
卡令巴站（英語：Caringbah station）是一個城市鐵路東郊及伊拉瓦拉線的沿線車站，它位於悉尼的卡令巴，是一個住宅區和商業區。車站兩邊都設有月台。

## 歷史
卡令巴站在1939年開放，1980年代由吉米至卡令巴的路段進行雙軌化。
在城市鐵路路線清理計畫中，克羅努拉線將會雙軌化，使能服務更多班次。現時工程正進行中，預計於2008年完成。

## 月台服務
每小時在每個方向各有2班列車（每個方向），在平日繁忙時間每加開班次。
1號月台
- 東郊及伊拉瓦拉線 — 往邦迪聯運

2號月台
- 東郊及伊拉瓦拉線 — 往克羅努拉

## 接駁交通
悉尼巴士
- 474 － 米灣達站至華士繼（Ramsgate）（只限上學日）

嘉令巴巴士
- 977 － 米灣達站至莉莉菲莉（Lilli Pilli）
- 978 － 米灣達站至克競港（Port Hacking）

巴士連線
- 984 － 米灣達站至克羅努拉
- 985 － 米灣達站至南克羅努拉

| 路線編號 | 路線              | 鄰近車站 |        |        |          |
| N11      | 市政廳 （佐治街） | 克羅努拉 | 米灣達 | 卡令巴 | 克羅努拉 |

### 傷殘人士設施
該站設有升降機供傷殘人士出入。